# St. Nikolaus (Linden-Neusen)

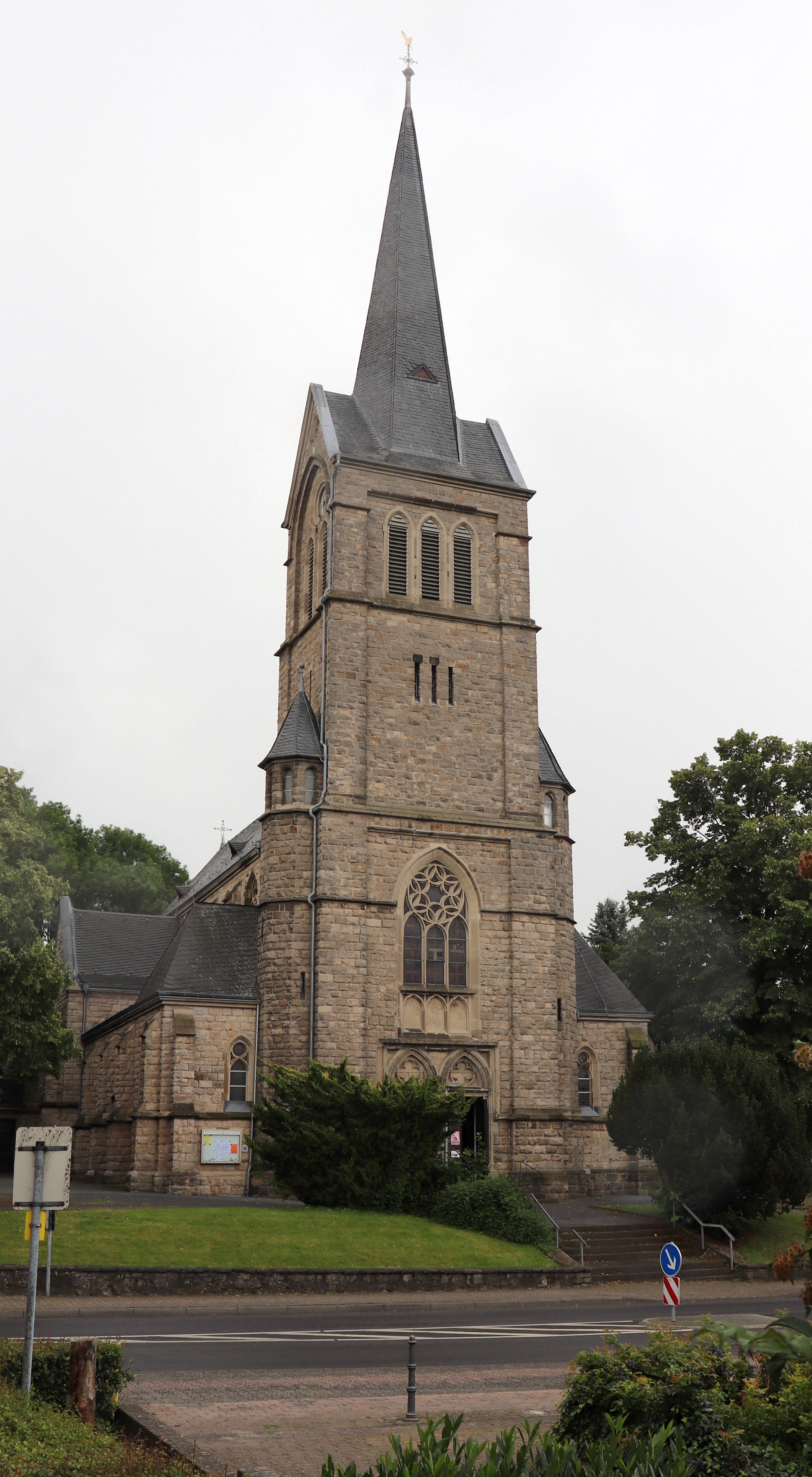
Die Kirche St. Nikolaus

Die römisch-katholische Filialkirche St. Nikolaus befindet sich im Würselner Ortsteil Linden-Neusen, in der Städteregion Aachen, und ist zu Ehren des heiligen Nikolaus geweiht. Der dreischiffige Kirchenbau wurde 1902 errichtet. Bis zum 1. Januar 2010 war die Kirche Pfarrkirche der damaligen Pfarrei St. Nikolaus-Broich. Nun gehört sie zur Pfarrei St. Sebastian in der Gemeinschaft der Gemeinden Würselen.

## Baugeschichte
Durch den Anstieg der Zahl der Gläubigen war die ursprüngliche Kirche in Broich zu klein geworden. Daher kam der Wunsch nach einem neuen, größeren Gotteshaus im Dorfmittelpunkt von Linden-Neusen auf. 1900 erhielt die Gemeinde St. Nikolaus dort zwei Grundstücke für den Bau der Kirche. Durch den Kirchenvorstand und den damaligen Pfarrer Franz Carl Heinen wurde das Kirchenbauprojekt in Angriff genommen, so dass am 28. September 1902 der Grundstein für die neue Kirche gelegt wurde. Ein Jahr später wurde am Nikolaustag der erste Gottesdienst gefeiert.
Wie viele Kirchen fiel auch St. Nikolaus den Kämpfen des II. Weltkrieges zum Opfer; 1944 wurde sie durch Artilleriefeuer schwer beschädigt. Nach einigen provisorischen Reparaturen konnten ab 1945 wieder Gottesdienste gefeiert werden. 1983 wurde das Gebäude unter Denkmalschutz gestellt.

## Glocken

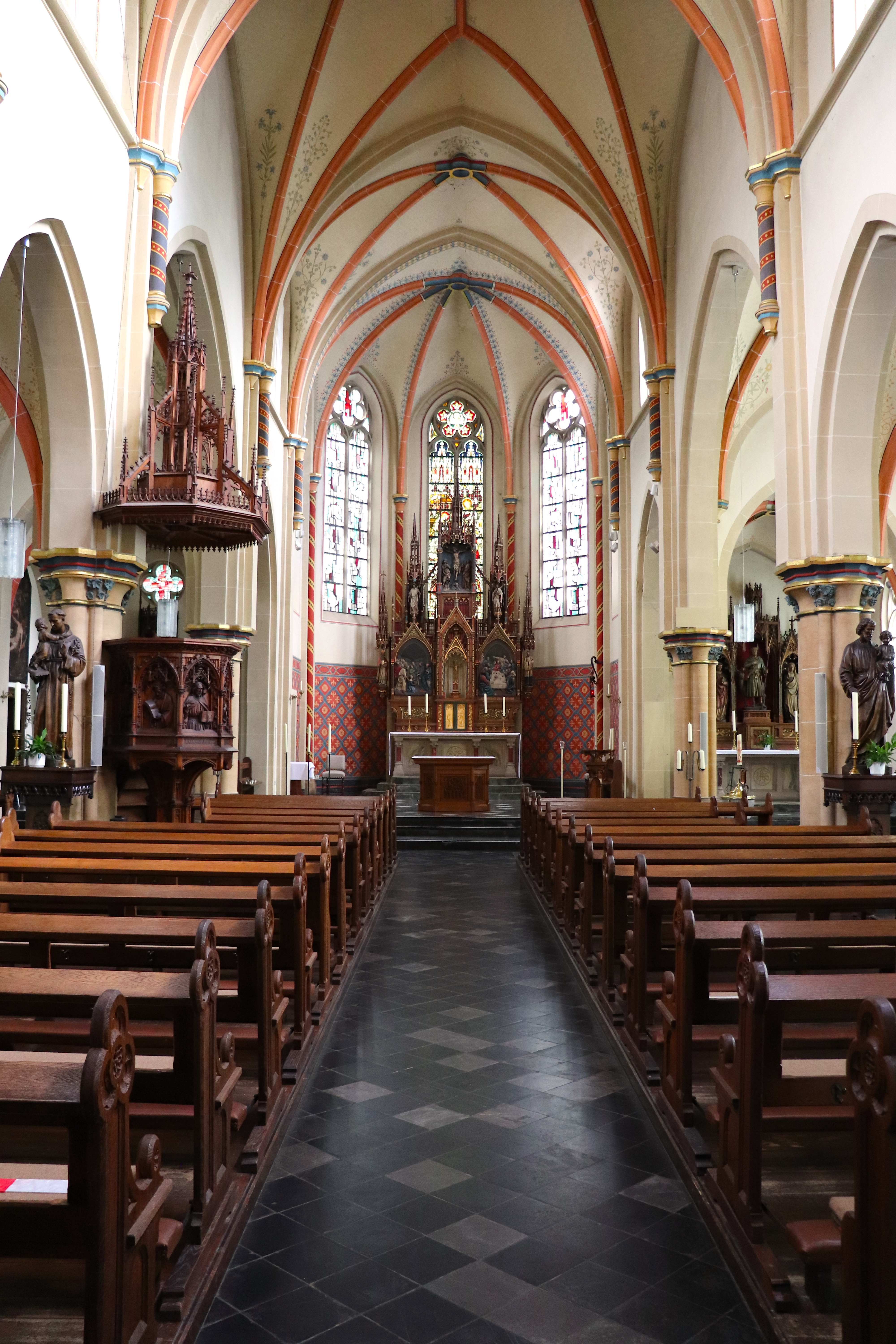
Blick in den Innenraum der Kirche

Das heutige Geläut der Kirche besteht aus vier Glocken. Dabei stammen jeweils die ältesten der vier Glocken, die kleine Glocke (es´´) und die Marienglocke (f´), aus dem Jahr 1544. Gegossen wurden sie durch Jan von Trier. Der Gießer Peter von Trier schuf im Jahr 1669 die Theresiaglocke (g´) mit einer Masse von ca. 720 kg. Dieses Trio überstand beide Weltkriege unversehrt. Im Zug der Renovierungsarbeiten in der Nachkriegszeit schuf die Eifeler Glockengießerei Johannes Mark & Sohn im Jahr 1959 die Michaelsglocke (b´) mit einer Masse von ca. 400 kg. 

## Orgel

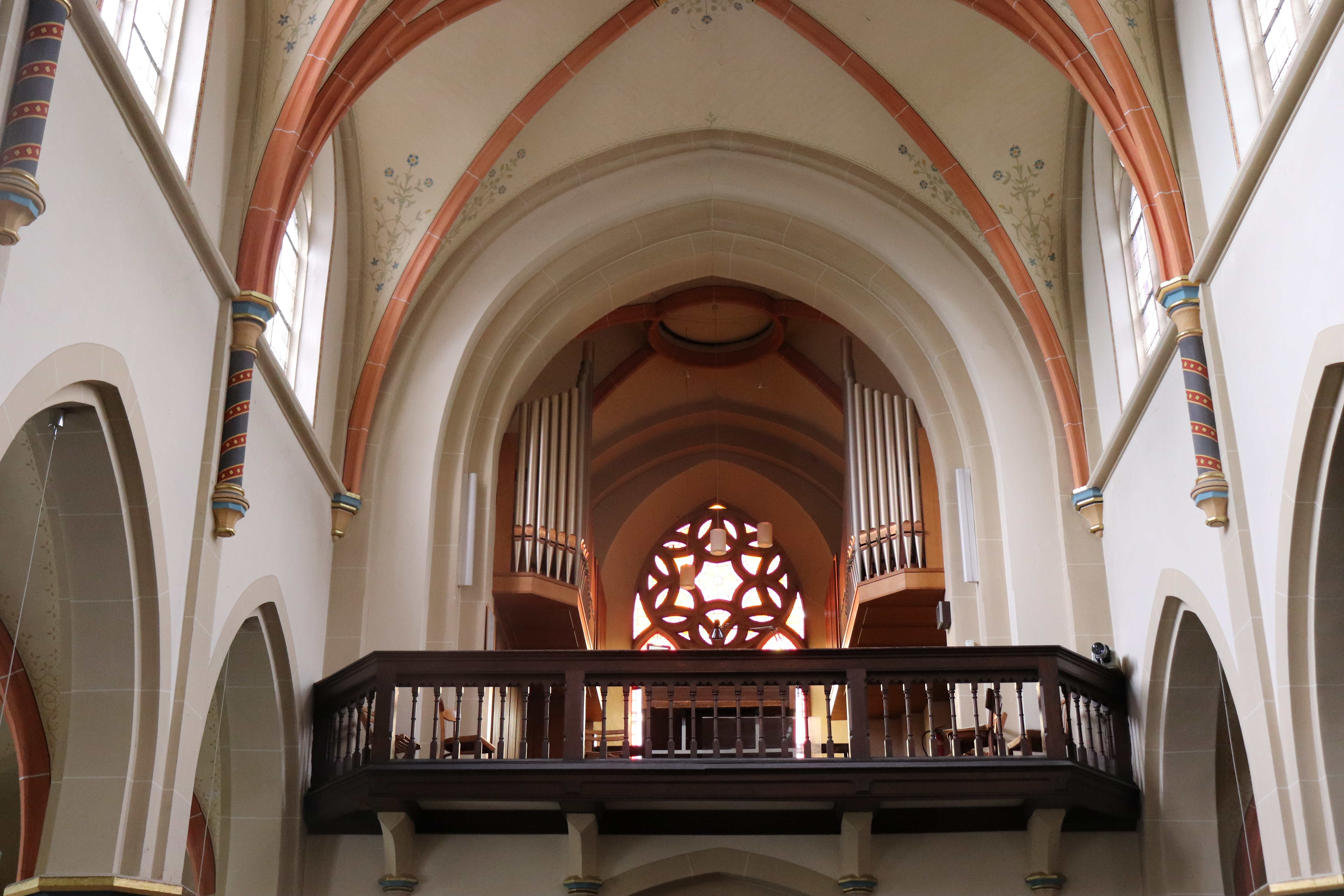
Prospekt der Bach-Orgel

Bei den kriegsbedingten Renovierungsarbeiten wurde auch eine neue Orgel errichtet. Diese schuf der Aachener Orgelbauer Karl Bach um 1959/1960. Sie besitzt 20 Register, verteilt auf zwei Manuale und Pedal. Die Disposition lautet:
| I Hauptwerk C–g3 |              |       |
| 1.               | Prinzipal    | 8′    |
| 2.               | Holzflöte    | 8′    |
| 3.               | Gemshorn     | 4′    |
| 4.               | Sesquialtera |       |
| 5.               | Superoktave  | 2′    |
| 6.               | Mixtur IV    | 1 ⁄3′ |
| 7.               | Solotrompete | 8′    |

| II Positiv C–g3 |                 |       |
| 8.              | Gedackt         | 8′    |
| 9.              | Weidenpfeife    | 8′    |
| 10.             | Sing. Prinzipal | 4′    |
| 11.             | Nachthorn       | 2′    |
| 12.             | Quinte          | 1 ⁄3′ |
| 13.             | Scharff III     | 1′    |
| 14.             | Rohrschalmei    | 8′    |

| Pedalwerk C–f1 |              |          |
| 15.            | Subbass      | 16′      |
| 16.            | Oktavbass    | 8′       |
| 17.            | Gedacktbass  | 8′       |
| 18.            | Choralbass   | 4′       |
| 19.            | Rauschpfeife | 2 ⁄3′+2′ |
| 20.            | Posaune      | 16′      |

- Koppeln:
  - Normalkoppeln: II/I, I/P, II/P
  - Suboktavkoppeln: II/I